# Festival de Teatro Clásico de Olite
El Festival de Teatro Clásico de Olite (www.festivalteatroolite.es) es un acontecimiento cultural que se celebra cada año en la localidad de Olite, en España, entre la segunda quincena de julio hasta comienzos de agosto, incluyendo en su calendario al menos tres fines de semana. Está dedicado al legado teatral del Siglo de Oro y cuenta, además del espacio histórico del palacio de esta localidad, con diversos escenarios al aire libre, el más importante en la Cava, con capacidad para casi 500 espectadores. El festival está organizado por la Fundación Baluarte y el Gobierno de Navarra, con la colaboración del Ayuntamiento de Olite. En activo desde el año 2000, el Festival de Olite incluye cursos y talleres dentro de las Jornadas Navarras de Teatro Clásico.

## El marco
Olite, enclavada en la Zona Media de Navarra, ciudad medieval de origen romano con cerca de cuatro mil habitantes, pone al servicio del teatro clásico su espacio urbano, declarado Conjunto Histórico-Artístico. De los diferentes espacios escénicos en los que se desarrolla el Festival destaca el Palacio de Olite, monumento gótico que fue sede de la corte de Carlos III, y Monumento Nacional desde 1925.